# Museo di storia naturale dell'Università di Pisa
Il Museo di Storia Naturale dell'Università di Pisa è un museo situato a Calci, in Provincia di Pisa. Fondato nel 1591, è una delle istituzioni museali più antiche del mondo.

## Storia

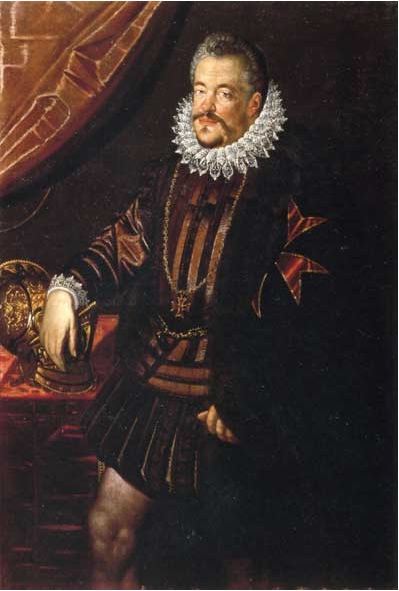
Ritratto di Ferdinando I

L’origine del museo risale al Cinquecento, quando il granduca di Toscana Ferdinando I de' Medici istituì, annessa al Giardino dei Semplici, una Wunderkammer (camera delle meraviglie). Queste erano delle gallerie che raccoglievano reperti naturali bizzarri o rari, molto diffuse nelle corti europee di quel periodo. A differenza di molte delle altre camere delle meraviglie, quella di Pisa è sempre stata legata all’istituzione universitaria cittadina; la direzione fu infatti affidata a Luca Ghini, fondatore e curatore dell’orto botanico. Questo legame fece sì che la collezione prendesse, quasi fin dall’inizio, una connotazione più rigorosa e scientifica. Nel 1595 Ferdinando dispose che le varie collezioni naturalistiche fiorentine fossero portate nella galleria e nell’anno seguente con una bolla ufficializzò l’istituzione, fondando così uno dei primi musei al mondo.
Durante il Seicento il museo andò incontro a una fase di declino dovuta anche al cambio di atteggiamento che si ebbe nei confronti di Pisa quando il Granducato passò dalle mani di Ferdinando I a quelle di Cosimo II e pochi anni dopo a Ferdinando II. Infatti fu proprio il fratello di quest’ultimo, il Cardinal Leopoldo, ad incaricare nel 1672 Niccolò Stenone di redigere l’inventario degli oggetti presenti nella galleria, scegliere i pezzi più pregevoli e portarli a Firenze per essere esposti nella neonata galleria fiorentina. Tuttavia, nonostante Stenone abbia prelevato una parte considerevole dei reperti, le collezioni del museo continuarono ad arricchirsi grazie ai lasciti delle collezioni dei vari prefetti. La fase di declino del museo terminò nel 1737, quando il Granducato di Toscana passò dai Medici ai Lorena. Con i Lorena al governo e con il diffondersi del pensiero illuminista, l’università pisana riacquistò prestigio e fama e il museo si arricchì di nuove collezioni: in particolare, nel 1747, Francesco I di Lorena acquistò per il museo una parte importante della collezione malacologica del medico fiorentino Niccolò Gualtieri, comprendente anche più di tremila esemplari raccolti dal naturalista olandese Georg Eberhard Rumphius.
È però nell’Ottocento che il museo ha il periodo di massima espansione: infatti, nel 1814, l’università di Pisa decise di separare le cattedre degli insegnamenti scientifici affidando a Gaetano Savi quella di Botanica e a Giorgio Santi quella di zoologia, paleontologia e geologia; questa separazione delle cattedre fece sì che anche il museo, che all’epoca comprendeva sotto un'unica direzione anche le collezioni botaniche, fosse diviso in due amministrazioni distinte con una maggiore autonomia decisionale.

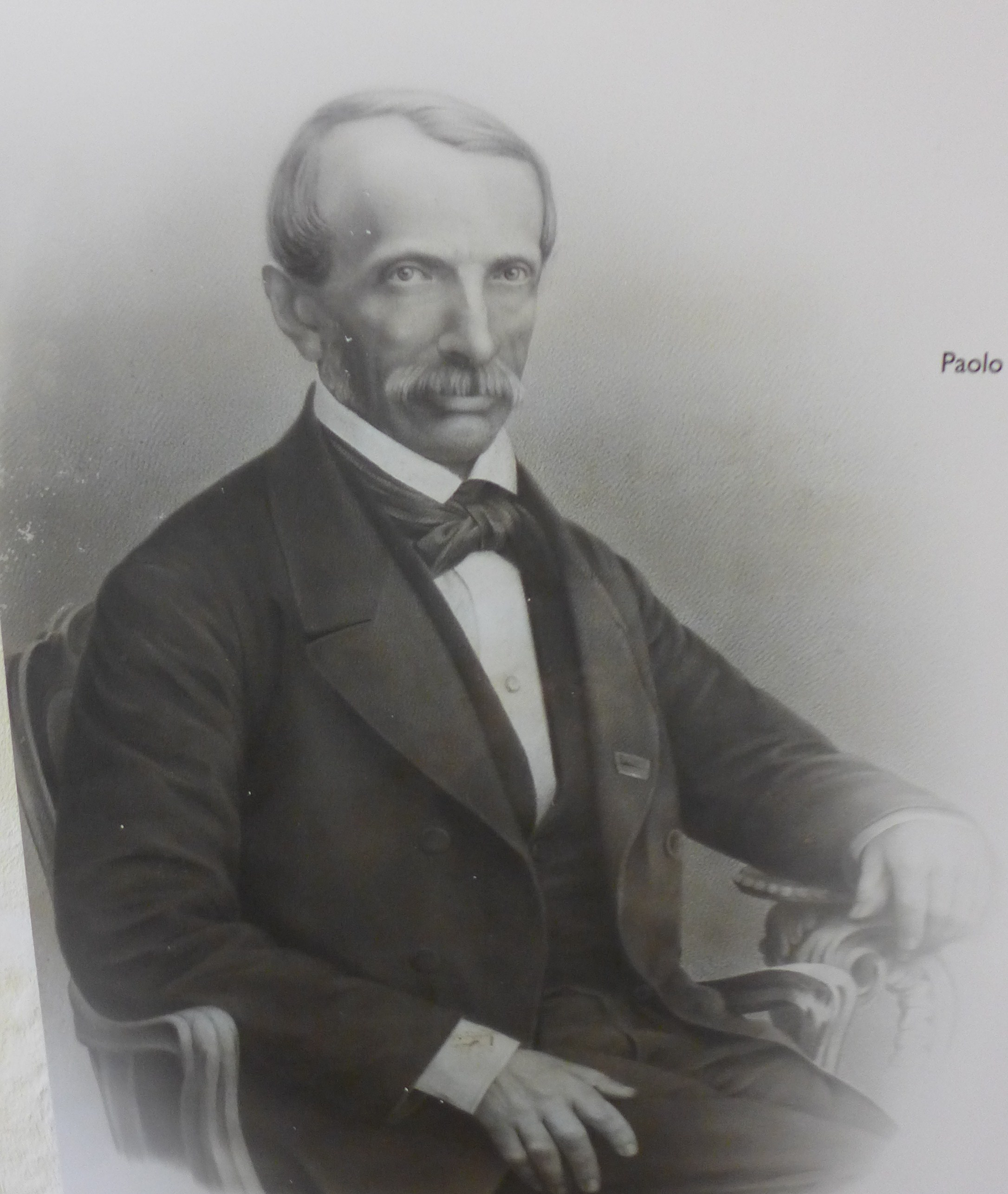
Paolo Savi

Sotto la direzione di Paolo Savi le collezioni si arricchirono enormemente, gli spazi espositivi vennero ampliati e vennero pubblicati centinaia di scritti. Inoltre Savi, con l’aiuto di Pacini e Studiati, in 5 anni portò a compimento 170 tassidermie di mammiferi e 1274 di uccelli, che ancora oggi sono parte integrante delle collezioni storiche del museo. Tra questi compaiono anche i primi diorami mai realizzati. Nel 1842 la cattedra di geologia venne separata da quelle di zoologia e paleontologia e Savi chiamò a ricoprirla il napoletano Leopoldo Pilla, che portò con sé un gran numero di rocce vesuviane e di cristalli. A Pilla, nel 1849, successe Giuseppe Malpighi, il quale raccolse il primo nucleo delle collezioni paleontologiche. Con la morte di Paolo Savi avvenuta nel 1871, le cattedre e la direzione del museo passarono a Richiardi, il quale raccolse un’importante collezione di cetacei e di pesci.  Inoltre è a lui che si devono i preparati zootomici della collezione di anatomia comparata.
A inizio Novecento il museo fu scosso, come del resto gran parte del mondo, dalle guerre mondiali, uscendone anch’esso ferito. Infatti durante la seconda guerra mondiale alcune delle collezioni vennero danneggiate dai bombardamenti alleati e il museo rimase chiuso sino a quando il professore Ezio Tongiorgi non si prodigò affinché parte della certosa di Calci, ormai abbandonata dai monaci, fosse affidata, in uso perpetuo e gratuito, all'Università al fine di costituirvi il Museo di Storia Naturale, di cui divenne direttore curandone il trasferimento e l'allestimento.
A fine 2016, mentre stava già da una decina di anni andando incontro ad una fase di rinnovamento totale, il museo ha ricevuto una donazione da parte della fondazione Barbero di una collezione di più di 550 animali in tassidermia, perlopiù mammiferi. Questa donazione rappresenta la più grande acquisizione che il museo abbia fatto dall'Ottocento.

## Percorso espositivo
Il museo, dal 2015, sta riorganizzando ed ampliando il proprio percorso espositivo, anche per ospitare la donazione della collezione Giorgio Barbero. I lavori dovrebbero finire nel 2019. In particolare, le sezioni che hanno subito le maggiori modifiche sono state la Galleria dei monotremi, marsupiali e carnivori e la Galleria degli erbivori. Altri interventi interesseranno la sezione dedicata ai dinosauri e quella dedicata ai primati.

### Galleria storica

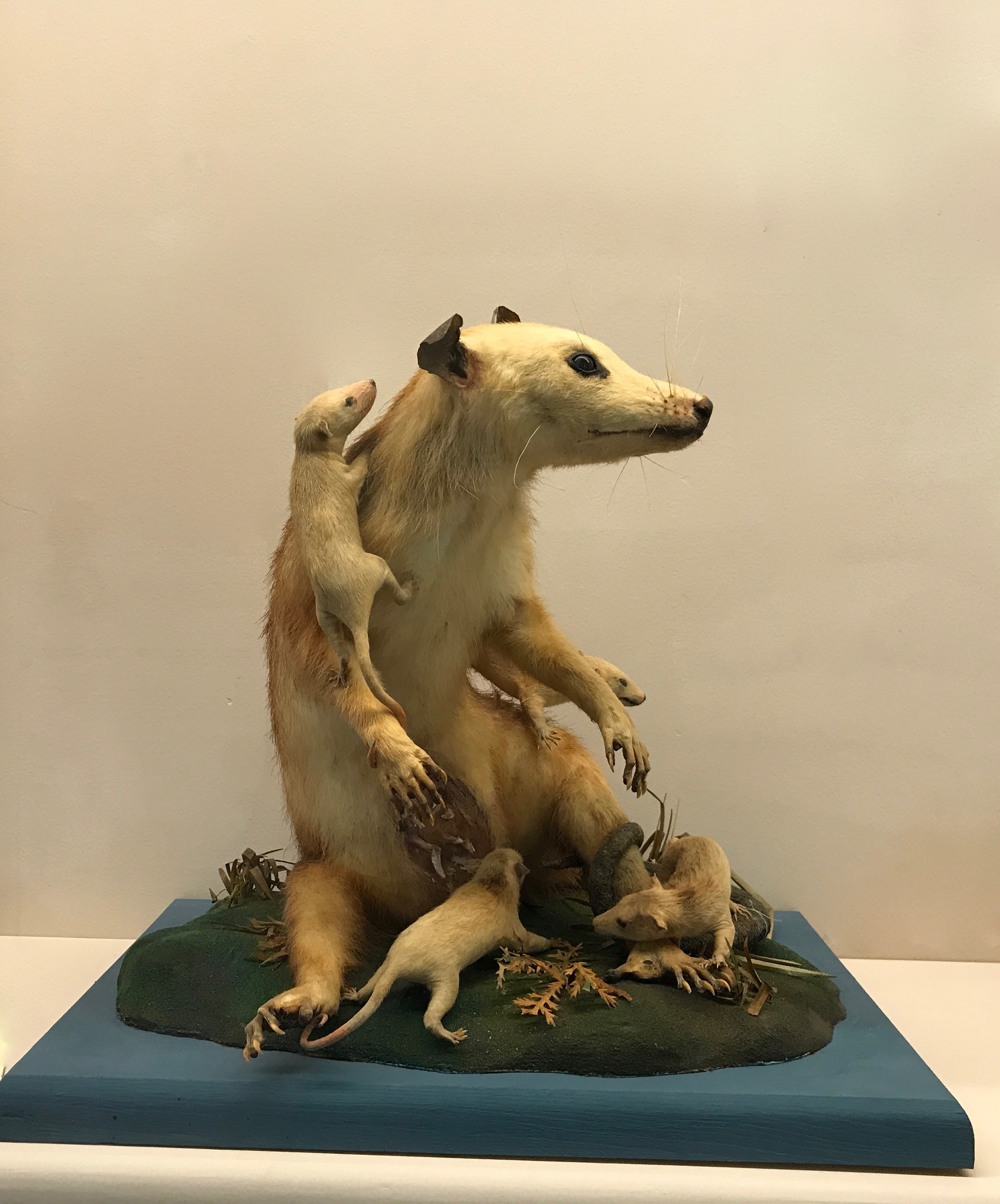
Diorama realizzato da Paolo Savi rappresentate una femmina di opossum della Virginia con i cuccioli

La Galleria storica apre il percorso espositivo ed ha lo scopo di illustrare la storia del Museo e delle sue collezioni. Essa è concepita come un percorso a ritroso nella storia dell'istituzione, dal Novecento sino alla sua nascita a metà del Cinquecento con la Camera delle meraviglie.
Il Novecento è rappresentato principalmente dalle molteplici pubblicazioni di Giovanni D'Achiardi, in cui vengono descritti i vari minerali e i cliché originari usati per riportare le strutture cristalline di questi. Va citato il cliché usato nella pubblicazione del 1905 nella quale D'Achiardi descrisse per la prima volta la dachiardite.

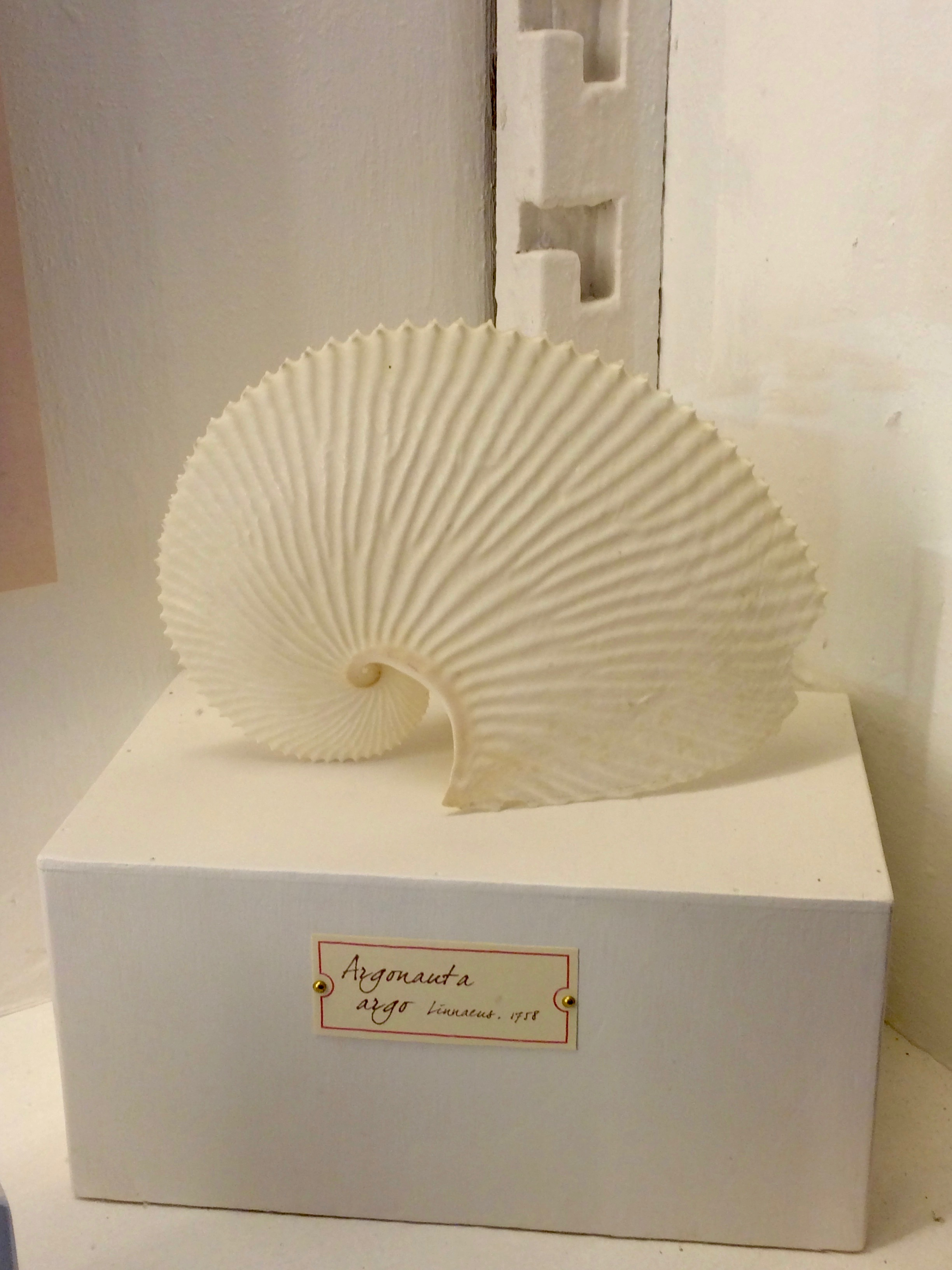
Argonauta della collezione di Niccolò Gualtieri e usato da Linneo per descrivere la specie.

La sezione ottocentesca della galleria è quella più grande ed è quasi interamente dedicata al lavoro di Paolo Savi, direttore del Museo dal 1823 al 1871, che contribuì significativamente ad ingrandire la collezione museale grazie ad acquisti e preparati zoologici. Qui spiccano gli imponenti scheletri di elefante asiatico e di giraffa, le grandi difese di mammut meridionale e l'omero di elefante dalle zanne dritte. In alcune vetrine successive sono esposti vari esemplari di uccelli esotici, tra cui una coppia di quetzal pavonini e molte specie di buceri e pappagalli. Un'altra vetrina è dedicata agli uccelli incapaci di volare, tra i quali sono esposti anche esemplari di kakapo, di struzzo somalo, già presente nel 1828, di casuario e di kiwi, già citato in una nota del 1849. Un'ampia parte di questa sezione è dedicata ai diorami eseguiti da Savi; egli infatti fu il primo a ricreare scene realistiche di vita con animali tassidermizzati. Tra i tanti ve ne sono quattro di grandi dimensioni che, essendo stati realizzati tra il 1820 e il 1830, vengono considerati i primi mai realizzati: in essi sono rappresentati una scena di caccia al cinghiale con cani, un condor delle Ande che si nutre di una carcassa di asino, un'antilope cacciata da una leonessa e un lupo che caccia un agnello con dei cani pastore. Importanti sono anche alcuni rari esemplari di specie e sottospecie ormai estinte, tra i quali ricordiamo il fregilupo dell'isola di Réunion, del quale esistono solo 19 esemplari tassidermizzati; la colomba migratrice del Nord America; l'alca impenne, uccello simile ai pinguini inabile al volo di cui esistono circa solo 40 esemplari in tassidermia; un esemplare di potoroo dalla faccia larga, piccolo marsupiale australiano estintosi nel 1875, e un gioven esemplare di leone berbero, di cui è presente anche il cranio. Sia questo esemplare che quello di tigre esposto anch'esso in questa sala sono stati montati con le pupille semilunari tipiche dei gatti, e non circolari come questi animali hanno in realtà; questo è dovuto al fatto che nell'Ottocento il preparatore montava le pelli senza conoscere la vera fattezza degli animali, riprendendo i caratteri dagli animali che conosceva e riteneva più simili.
In questa sezione c'è anche una delle poche collezione di invertebrati, per lo più Cnidari, realizzati in vetro soffiato dai fratelli Leopold e Rudolf Blaschka, composta da 51 modelli anatomicamente perfetti.
Nel Settecento Francesco I di Lorena acquistò per il museo una parte della collezione malacologica del medico fiorentino Niccolò Gualtieri, che comprende anche più di tremila esemplari raccolti dal naturalista olandese Georg Eberhard Rumphius con le riproduzioni cartacee fedeli e sovrapponibili che furono studiate da Linneo, il che rende i reperti di questa collezione gli olotipi delle specie descritte.

#### Camera delle meraviglie

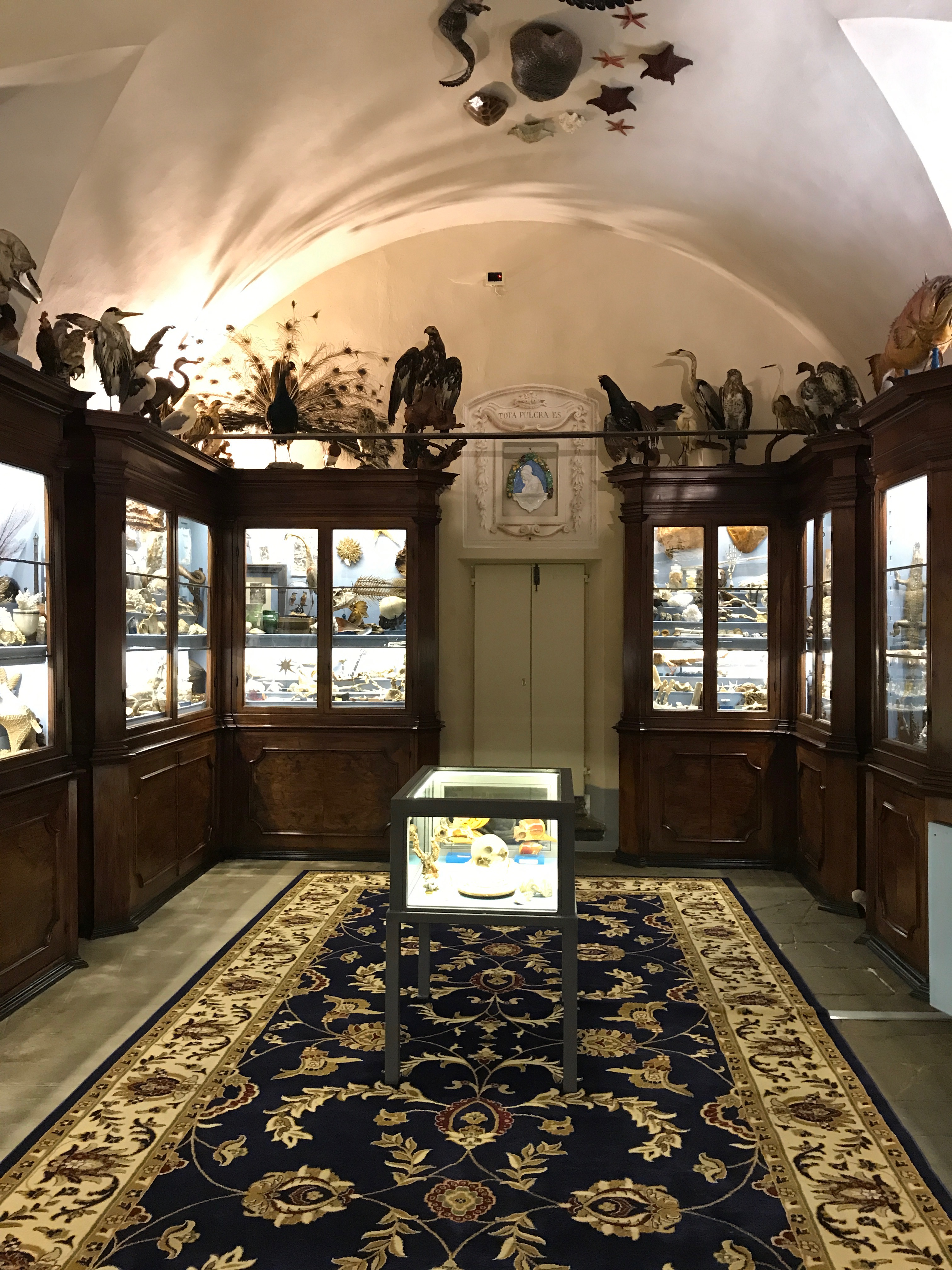
Interno della wunderkammer.

Alla fine della galleria, in una stanza adiacente, è stata replicata una tipica camera delle meraviglie, o wunderkammer, seicentesca alla quale si accede attraverso un'anticamera, nella quale, oltre al cranio di un ippopotamo e uno scheletro completo di dromedario, proveniente dalla tenuta di San Rossore, vi è la ricostruzione tridimensionale del quadro Lo scarabattolo di Domenico Remps. La scelta di ricreare proprio questo dipinto non è dovuta solo al fatto che esso riproduce una camera delle meraviglie, ma soprattutto al fatto che in essa è raffigurato il cranio pietrificato con corallo già presente nell'inventario del museo all'epoca di Francesco I di Lorena e ancora oggi esposto nella wunderkammer.
Dall'anticamera si accede poi alla Camera delle meraviglie vera e propria, che è stata il primo nucleo delle collezioni del museo da quando Ferdinando I de' Medici ne chiese l'istituzione presso il giardino dei semplici pisano.  In queste camere venivano raccolti reperti naturali e non, suddivisi in tre categorie: i naturalia, reperti naturali, i curiosa, oggetti strani e curiosi, e gli artificialia, particolari oggetti modificati. Gli oggetti oggi qui contenuti sono di varie epoche, anche molto recenti; tuttavia ve ne sono alcuni di importanza storica in quanto già citati nell'inventario (Indice di cose naturali) redatto presumibilmente da Niccolò Stenone su richiesta del Granduca Francesco I di Lorena nel XVIII secolo, tra cui, come esempi di curiosia e naturalia, una mano di corallo che "fa castagna", gesto scaramantico e volgare, e i crani di un bucero rinoceronte e di un bucero cespuglioso, rari uccelli delle Indie orientali, all'epoca spacciati per crani di Araba Fenice. Tra gli artificialia storici troviamo invece due conchiglie lavorate e messe in oro; una catena di denti di scimmia legati in filo e il teschio umano pietrificato con sopra montato un rametto di corallo rosso che in passato si pensava fosse di formazione naturale e che venne descritto nell'inventario come "testa umana pietrificata sopra la quale è nata una branchetta di corallo".
Nella wunderkammer è presente anche un dente di narvalo, simbolo di fertilità che si pensava fosse il corno del mitico unicorno. Tuttavia, il 6 marzo 2015 il Museo ha subito il furto di un altro dente di narvalo e di un corno di rinoceronte risalenti al XVII secolo, anch'essi conservati in questa sala. Dopo questo furto, del valore di oltre 30.000 euro, il sistema di videosorveglianza interna è stato rafforzato.

### Sezione anfibi e rettili
La galleria degli anfibi e dei rettili espone reperti provenienti dalla collezione storica del Museo qui suddivisi con criterio tassonomico.
Nella prima sezione sono esposti esemplari di anfibi tassidermizzati e conservati in formalina. Tra i reperti più importanti vi è una salamandra gigante giapponese, la seconda salamandra più grande del mondo. Il resto della sala è dedicato ai rettili, suddivisi negli ordini ancora viventi: Crocodylia, Testudines, Squamata e Rhynchocephalia.
Nella sezione dei loricati sono esposti un alligatore, un caimano comune, uno scheletro di alligatore del Mississippi e un cranio di gaviale.
Nella sezione dedicata ai Testudines o Cheloni si trova esposto un carapace di tartaruga liuto, una delle più grandi tartarughe viventi, una tartaruga marina, una testuggine di palude e una terrestre messe a confronto e uno scheletro di testuggine neonata. Nell'ultima sezione sono raccolti i reperti di Squamata divisi in Lacertilia (lucertole e simili) e Serpentes (serpenti). Tra i reperti degni di rilievo troviamo uno scheletro e un preparato di emipene di un serpente. In questa sezione è esposto anche l'unica specie di rincocefalo ancora esistente: il tuatara, rettile endemico della Nuova Zelanda.

### Sezione mammologica

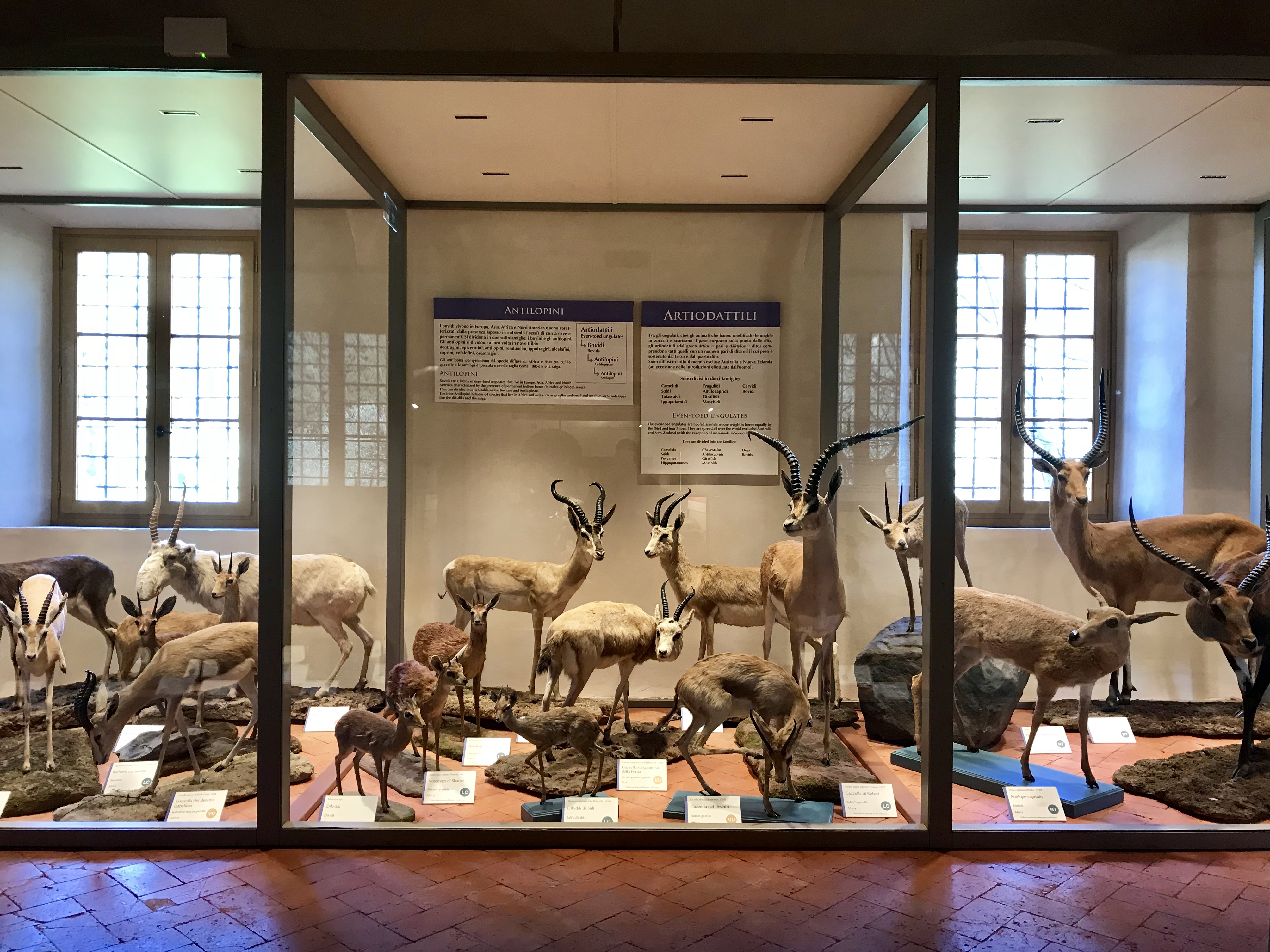
Parte della nuova galleria dei mammiferi.

La sezione dei mammiferi occupa la maggior parte del percorso espositivo del museo; in essa sono esposti in ordine sistematico un gran numero di esemplari tassidermizzati provenienti sia dalla collezione storica del museo sia dalla collezione Giorgio Barbero, acquisita dal museo nel 2016.

#### Galleria dei primati
La galleria dedicata all'ordine dei primati ospita esemplari sia in tassidermia che in forma di preparati osteologici in gran parte ottocenteschi e le circa 45 specie qui esposte appartengono a 12 delle 15 famiglie dell'ordine. L'esposizione segue l'ordine tassonomico, quindi all'inizio della sala si trovano alcune specie del sottordine degli strepsirrini, tra le quali un esemplare di
aye-aye e uno di indri, entrambi a rischio di estinzione. Di particolare importanza è tuttavia la collezione di scimmie aplorrine, nella quale troviamo un esemplare di tarsio spettro e di chirogaleo medio; vari esemplari di scimmie del Nuovo Mondo, tra i quali i rari leontocebo rosalia (sottospecie L. r. rosalia), murichi meridionale, atele dalla faccia rossa e il rarissimo Tamarino edipo; molti esemplari di cercopitecidi, tra cui il Cinopiteco, specie a rischio critico di estinzione, la Nasica, il Drillo, il Mandrillo e un Babbuino della Guinea proveniente dal Giardino zoologico di Pistoia. Particolare è un piccolo diorama ottocentesco, realizzato da Paolo Savi, che mostra un giovane macaco cinomolgo, scimmia asiatica, interagire con un giovane di cercopiteco grigioverde che invece è una scimmia africana. L'esposizione si conclude con le scimmie antropomorfe, con esemplari di Gibbone cenerino, di Orango del Borneo, del quale è presente anche lo scheletro, e di Scimpanzé; inoltre è presente anche una replica in cartapesta di scheletro di Gorilla occidentale.

### Sala "C'era una volta… l'uomo"
In essa sono sintetizzati tre momenti significativi della storia dell'evoluzione dell'uomo: vi figurano la ricostruzione di due esemplari di Australopithecus afarensis, quella di due uomini di Neanderthal e, per finire, la riproduzione in scala 1:1 di una porzione di parete dipinta della grotta di Chauvet, risalente a 31.000 anni fa, che costituisce una delle più antiche testimonianze di arte parietale.

### Galleria dei Cetacei

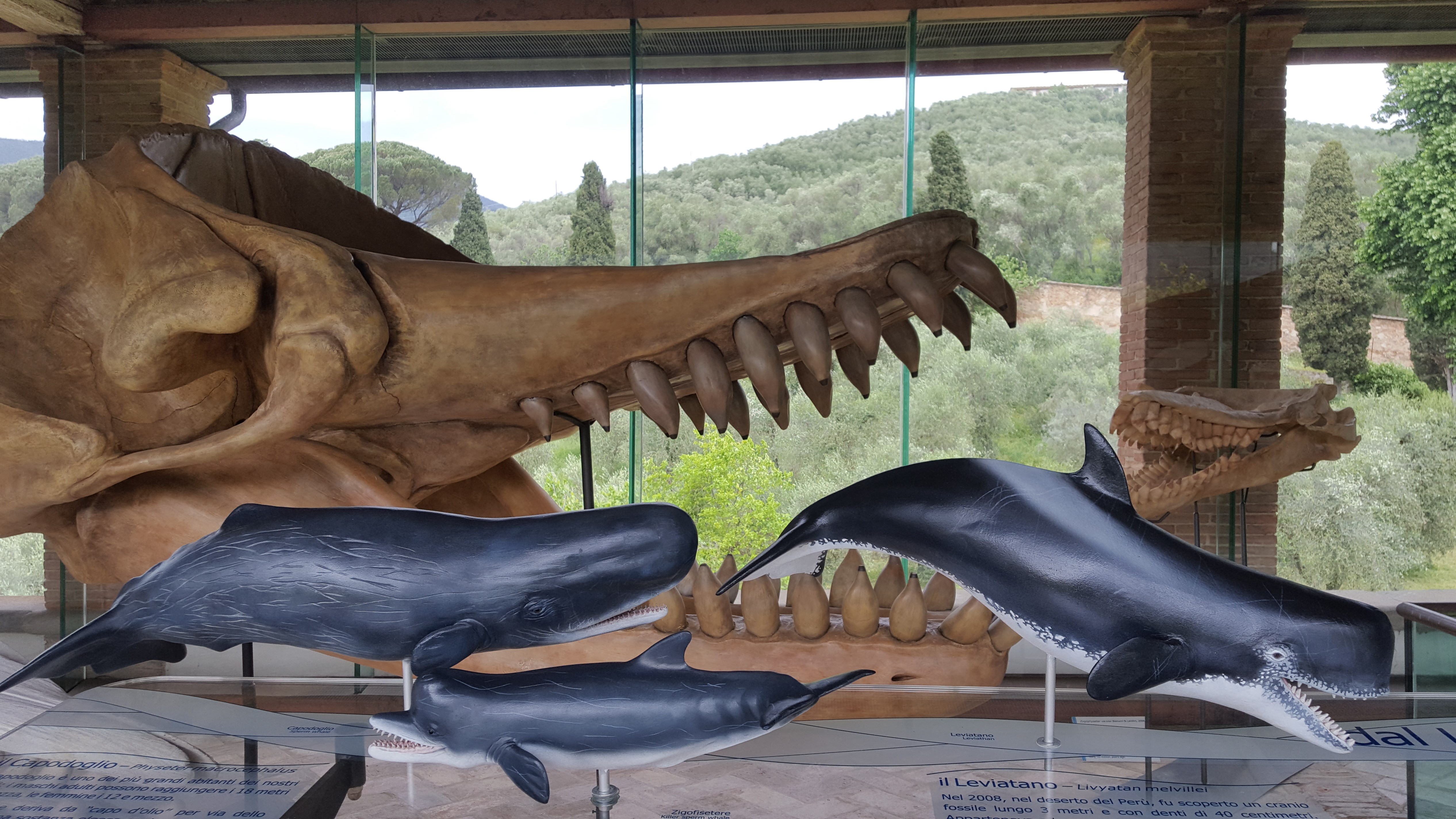
Museo storia naturale Università Pisa - Galleria dei cetacei

Sebbene nelle collezioni del Museo, i reperti di cetacei siano presenti sin da quando il museo era poco più di una galleria annessa all'orto dei Semplici; la collezione cetaceologica si è arricchita notevolmente tra la seconda metà dell'Ottocento e gli inizi del Novecento, grazie all'impulso dell'allora direttore Sebastiano Richiardi che, volendo creare una collezione che avesse almeno un esemplare per ogni specie di cetaceo esistente, acquisì reperti provenienti da tutto il mondo che si andare ad aggiungere ai soli 10 esemplari, probabilmente settecenteschi, tra i quali la mandibola del capodoglio spiaggiatosi nel 1714 a Populonia e oggi esposto nella galleria storica del Museo, che il Museo ospitava prima del suo arrivo.
Le acquisizioni più recenti sono invece legate a spiaggiamenti locali.
Ad oggi la collezione conta più di 50 reperti di cetacei attuali, principalmente elementi scheletri sebbene non manchino preparati conservati in liquido e preparati in tassidermia, e pur non essendo la più vasta in Italia è la prima per diversità di specie; infatti comprende 27 specie diverse, alcune delle quali uniche in Italia e rare a livello interazione. Tra queste vi sono gli scheletri completi di cefalorinco di Hector, di lagenorinco rostrobianco, della neofocena e del rarissimo mesoplodonte di Bowdoin; oltre che a quelli di balenottera boreale e balenottera azzurra, quest'ultimo acquistato, sempre da Richiardi, nel 1900 dal Museo di Storia Naturale di Bergen, in Norvegia, per circa tremila lire d'oro e pagato dal Ministero della pubblica istruzione. Inoltre il Museo ospita anche gli unici scheletri di adulti presenti in Italia di Megattera e di balena franca nordatlantica, gli unici due scheletri di orca, gli unici due completi di beluga e l'unico completo di iperodonte boreale.
A fianco della collezione di cetacei attuali, il museo possiede anche vari reperti di cetacei fossili di varie provenienze e acquisizioni, anche se una gran parte sono stati donati al Museo dal paleontologo fiorentino Roberto Lawley, come ad esempio i resti di un individuo di Etruridelphis giulii.

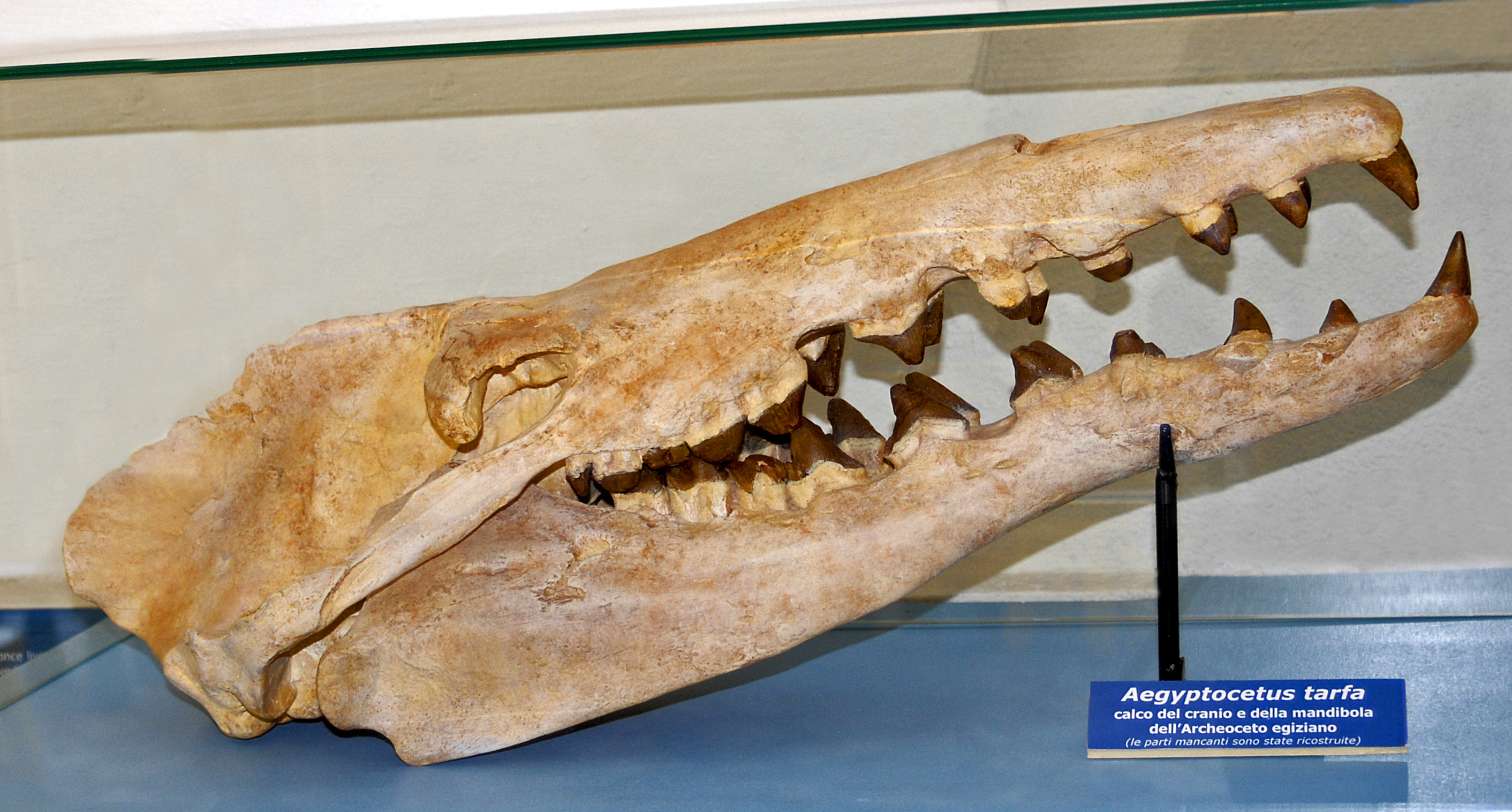
Cranio di Aegyptocetus tarfa

L'esposizione dei reperti è suddivisa in due ambienti distinti, la scala dell'origine dei cetacei e la galleria dei cetacei vera e propria.
Nel primo di questi due ambienti viene presentata la storia evolutiva dei cetacei attraverso un percorso tattile con fossili originali, calchi e ricostruzioni tridimensionali. Ad aprire il percorso sono lo scheletro fossile di Hippopotamus antiquus ritrovato nei pressi di Roma e avente un'età compresa tra i 40.000 e 100.000 anni, e una ricostruzione di indoio, mammifero terrestre considerato un antenato dei moderni cetacei; a seguire viene fatta una panoramica sull'evoluzione anatomica a cui i cetacei sono andati incontro. L'esposizione prosegue poi con il calco di uno scheletro e la ricostruzione tridimensionale di un Ambulocetus natans, antico cetaceo che probabilmente era in grado sia di nuotare che di camminare e con l'olotipo di Aegyptocetus tarfa rinvenuto nel 2002 da un tagliatore di marmi di Pietrasanta in un blocco di calcare egiziano. Il percorso termina poi con una serie di calchi di fossili appartenenti ai neoceti.
La galleria dei cetacei vera e propria si trova nel locale seguente all'interno del locale detto Loggione della Vigna, uno spazio lungo 110 metri sormontato da una copertura a capanna che, quando la Certosa era ancora abitata dai frati veniva utilizzato per l'essiccazione al vento di fieno e granaglie che erano poi conservati nei numerosi silos collocati al limitare della struttura. Oggi questo ambiente è chiuso da grandi vetrate e ospitando 28 scheletri, risulta essere la più grande esposizione permanente di cetacei d'Italia oltre che l'unico posto al mondo dove sia possibili vedere nel solito ambiente gli scheletri completi dei tre animali più grandi esistenti, ovvero la balenottera azzurra, la balenottera boreale e balenottera comune.
L'esposizione è organizzata dal 2018 in otto aree tematiche nelle quali sono raggruppati i reperti esposti, rappresentati oltre che dai 28 scheletri delle 27 specie presenti in collezione, anche da 11 modelli a grandezza naturale, alcuni preparati in tassidermia come i fanoni di balena franca boreale, cinque calchi di fossili per lo più scoperti e studiati dal team dell'Università di Pisa, come quello di Livyatan melvillei (o leviatano), oltre che da fossili veri, come gli olotipi di Balaenula astensis, ritrovato a Portacomaro nel 1940, e di Balaena montanlionis, scoperto vicino a Montaione nel 1871.

### Galleria dei minerali "Antonio D'Achiardi"
La galleria che ospita le collezioni mineralogiche, dedicata nel 2022 ad Antonio D'Achiardi in occasione del 150ºanniversario della pubblicazione della Mineralogia della Toscana (1872-1873), è stata aperta per la prima volta nel 1994 ed ospita varie collezioni alcune delle quali anche di recente acquisizione.
Il primo nucleo delle collezioni arrivò all'Università di Pisa nel 1843, quando il Granduca Leopoldo II di Lorena acquistò la collezione di minerali e rocce da Leopoldo Pilla, da due anni professore di geologia dell'ateneo pisano, accordandogli in cambio un vitalizio di 280 ducati. Il Museo conserva, di questa antica collezione, 269 campioni. Tra fine Ottocento e inizio Novecento, le collezioni mineralogiche del museo vennero notevolmente ampliante grazie anche all'importante contributo del mineralogista Antonio D'Achiardi e del figlio Giovanni D'Achiardi. Alla fine degli anni Novanta e all'inizio degli anni Duemila,  il museo acquisì le collezioni Cerpelli e D'Amore e in tale occasione la galleria fu completamente rinnovata. L'attuale disposizione museale risale tuttavia al 2015 quando essa fu ampliata e dotata di una sala laterale interattiva e per la didattica, dove è possibile osservare varie proprietà fisiche dei minerali, compreso il fenomeno della fluorescenza.

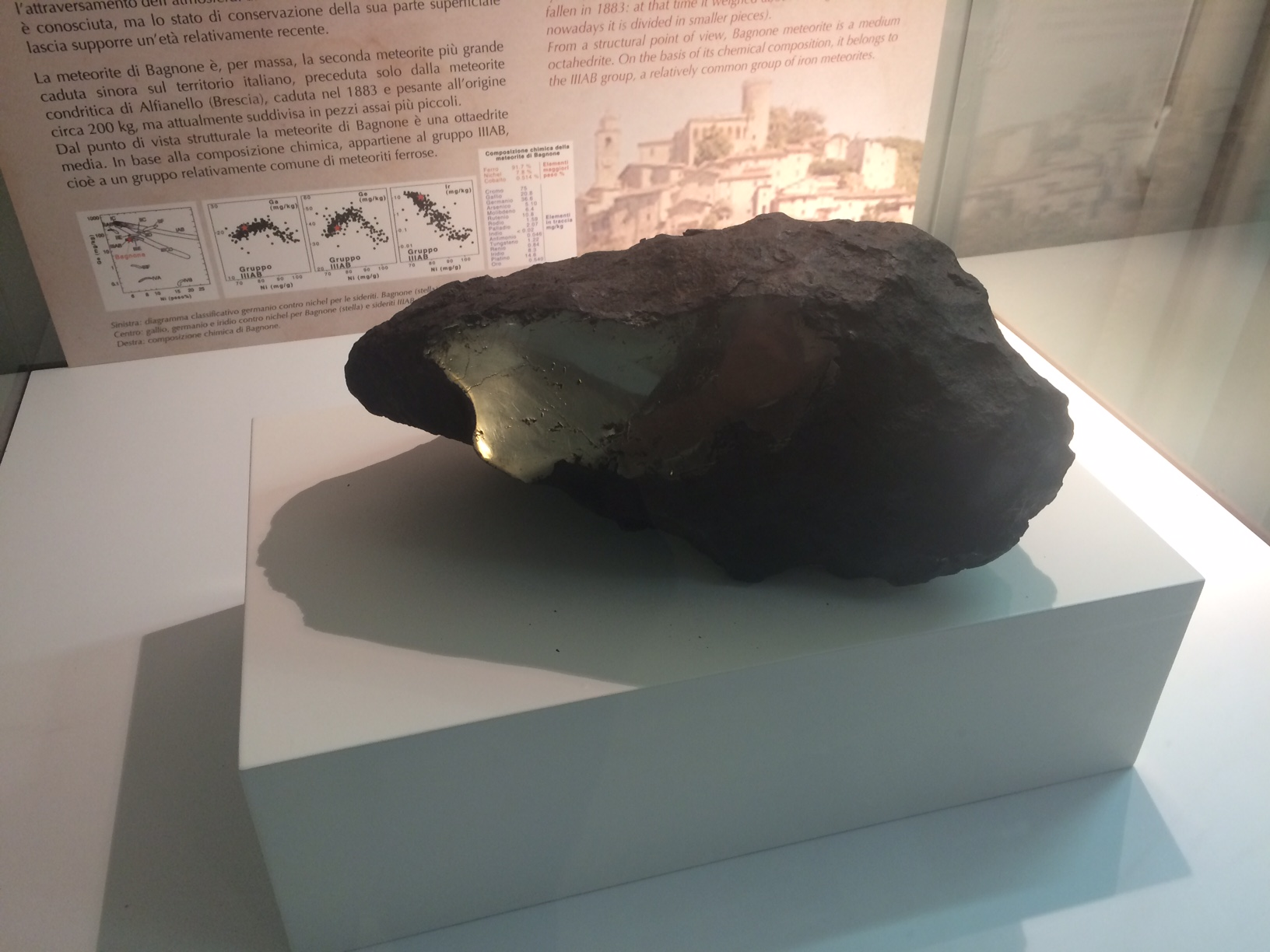
La meteorite di Bagnone (Ottaedrite IIIAB, 48 kg)

Il Museo possiede oltre 25 000 campioni di minerali e rocce, tra i quali spiccano i cristalli di jordanite, originariamente classificati come geocronite, provenienti dalla miniera di Valdicastello a Pietrasanta; le cristallizzazioni a solfuri e solfosali della miniera del Bottino a Stazzema, (Lucca), che costituiscono la parte principale della Collezione Cerpelli, acquisita dal Museo grazie al contributo della SAI nel 1999, e un esemplare di grandi dimensioni proveniente dalle pegmatiti elbane, con oltre 50 cristalli di tormalina di colore verde associati a rosette di cristalli micacei di lepidolite. Nella Galleria sono esposti anche alcune meteoriti, fra i campioni più importanti vi è la massa principale della meteorite di Bagnone (ottaedrite IIIAB, 48 kg), la seconda per dimensioni mai ritrovata in Italia.
Nell'ottobre 2016 è stata inaugurata la sala laterale della galleria dedicata alla collezione Del Taglia. Essa ospita parte della collezione di Armando Del Taglia, una raccolta di minerali delle geodi dei marmi provenienti dalle Alpi Apuane. 
Recentemente le collezioni mineralogiche dell'ateneo pisano sono state ulteriormente arricchite grazie all'acquisizione di una selezione di campioni della collezione di Angelo Da Costa (1940-2022) e dalla collezione di Roberto Nannoni (1943-2022).

### Sale dell'evoluzione geo-paleontologica dei monti Pisani
Questa sezione del Museo, aperta nell'aprile 2006, è dedicata all'evoluzione geo-paleontologia del territorio dove oggi sorgono i monti Pisani ed in particolare alle tre ere che hanno lasciato, in questi luoghi, il maggior numero di resti fossili.
La sezione è suddivisa in tre sale precedute da tre vestiboli; le sale ospitano una riproduzione a grandezza naturale di quello che era l'ambiente all'epoca di riferimento, mentre nei vestiboli sono esposti i reperti fossili e geologici originali di ciò che è stato riprodotto.
La prima sala è dedicata al carbonifero, infatti è qui riprodotta una foresta di circa 300 milioni di anni fa, ricostruita sulla base dei fossili vegetali provenienti dagli scisti di San Lorenzo ed esposti nel primo vestibolo. La sala successiva è dedicata al periodo mesozoico ed è qui stata ricostruita una pianura alluvionale triassica di 217 milioni di anni fa, calpestata da varie specie di dinosauri le cui orme sono state ritrovate sui monti Pisani, fra queste vi è anche l'orma fossile di Grallator toscanus, una delle più antiche testimonianze delle presenza dei dinosauri in Italia e nel mondo. La terza e ultima sala ci porta nel cenozoico di 3 milioni di anni fa, quando il territorio pisano era sommerso dall'oceano. I protagonisti di questa sala sono la riproduzione di mako gigante, un gigantesco squalo preistorico di cui oggi rimangono solo i denti; la riproduzione di Hemisyntrachelus pisanus, un delfino fossile e la riproduzione di foca etrusca, foca preistorica il cui scheletro, visibile nel vestibolo, è il più completo fossile di foca mai rinvenuto nell'emisfero boreale.

### Sala della preistoria dei monti Pisani
Realizzata nel 2007 in omaggio alla memoria di Ezio Tongiorgi e Antonio Mario Radmilli, la sala contiene reperti archeologici provenienti da siti della Toscana settentrionale.
Due vetrine sono dedicate alla Grotta del Leone (Agnano, Pisa) scavata da Tongiorgi dal 1947 al 1951 e successivamente da Radmilli dal 1969 al 1974. In essa sono stati rinvenuti resti di industrie litiche del Paleolitico superiore (Epigravettiano antico e finale), del Neolitico (materiali della Ceramica a Linee Incise e della successiva Cultura della Lagozza), sepolture dell'età del Rame e resti dell'età del Bronzo e dell'età del Ferro.
Una vetrina è dedicata al Riparo della Romita (Asciano, Pisa), scavato da Renato Peroni nel 1955 e nel 1956, e rappresentante una delle poche serie stratigrafiche complete della Toscana dal Neolitico antico all'età barbarica, e a Poggio di Mezzo (San Rossore, Pisa), un insediamento nel quale sono state trovate industrie del Neolitico e dell'età del Rame.
L'ultima vetrina è dedicata alla Collezione Regnoli, donata al Museo nel 1867, che comprende reperti trovati da Regnoli stesso nella zona di Pisa e Lucca.

### La Terra tra Mito e Scienza
La Terra tra Mito e Scienza è un settore didattico-espositivo pensato, oltre che per la fruizione da parte del pubblico, per lo svolgimento di attività educative destinate a scuole o a comitive.
Il tema è quello dell'origine della Terra e della vita, attraverso l'interpretazione che ne è stata data dal mito prima e dalla scienza poi. Lo spazio dedicato al mito è dominato dal Diluvio Universale, con una riproduzione in legno lunga circa dieci metri dell'Arca di Noè contenente oltre centocinquanta animali naturalizzati.
Oltre che di quello del Diluvio sono presenti anche le storie di altri miti alimentati da un'errata interpretazione dei resti fossili, come quello dei Ciclopi, fomentato dai ritrovamenti di crani di elefanti nani in Sicilia, o quello dell'Unicorno, rinvigorito anch'esso dai ritrovamenti di fossili di corna di grandi vertebrati ed in particolare del dente del narvalo, un cetaceo che oggi vive nel Mare Artico.
Nello spazio dedicato alla scienza viene affrontata l'origine e l'evoluzione della Terra, con un approfondimento dedicato ai vulcani, per poi arrivare alla comparsa e all'evoluzione della vita nelle sue prime forme, i protisti, dei quali ci sono riproduzioni a grandezza d'uomo.

## Acquario d'acqua dolce

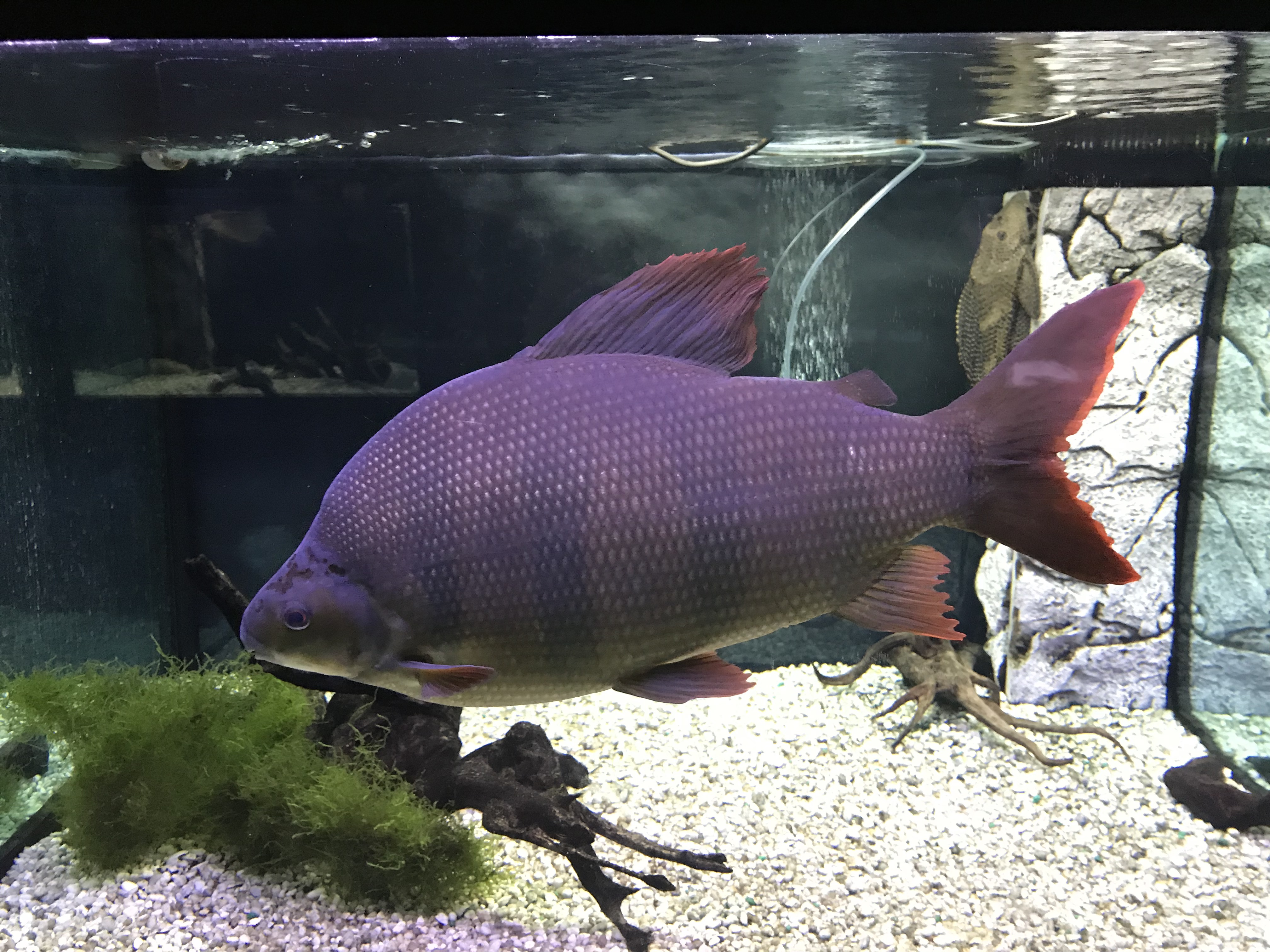
Distichodus a sei fasce in una delle vasche.

Il Museo è sede del più grande acquario d'acqua dolce d'Italia. L'idea di ospitare anche animali vivi risale agli inizi degli anni Ottanta, quando Ezio Tongiorgi fece allestire per alcuni mesi degli acquari nelle cantine della Certosa ormai dismesse. È però nel 2008 che l'acquario diventa un'esposizione permanente del museo, infatti 24 vasche furono nuovamente installate nella cantina, andando così a creare il primo dei cinque settori attuali. Il 13 maggio 2016 sono state inaugurate le altre quattro sezioni che hanno portato l'acquario a essere il più grande d'Italia, con i suoi 60.000 litri d'acqua dolce.
Il primo settore dell'esposizione è interamente dedicata al lago Tanganica e ospita vari esemplari di ciclidi appartenenti al genere Tropheus. La sezione successiva è dedicata all'evoluzione, infatti qui ritroviamo da veri e propri fossili viventi a esemplari di rettili, passando dai pesci più moderni e dagli anfibi.  Tra gli altri, in questa sezione sono ospitati i dipnoi, gli arowana, alcuni pesci palla d'acqua dolce, una colonia di axolotl, una tartaruga del guscio molle, un esemplare di Mata mata e una tartaruga del naso a porcello soprannominata Piggy. Il terzo settore ospita la vasca più grande ed è unicamente dedicato alle carpe koi. Il quarto e il quinto settore sono invece dedicati alla biodiversità ittica mondiale e accolgono esemplari come l'asiatico gurami gigante o gli americani pesce oscar e il luccio alligatore.

## Mostre temporanee
Tra quelle scientifiche negli ultimi anni sono apparse Abissi, terra aliena; Predatori del microcosmo e Squali, predatori perfetti, quest'ultima dedicata agli squali con reperti veri e modelli a grandezza naturale. Infine, Terra dei giganti, dedicata ai dinosauri, con esposti modelli a grandezza naturale.
Tra le mostre artistiche si ricordano quelle su Mahatma Gandhi, dal titolo Gandhi e i tessitori della pace e una dal nome Bestiario con opere di Roberto Barbuti.